# Kongl. Franska truppen
Kongl. Franska truppen var ett franskt teatersällskap verksamt i Sverige mellan 1803 och 1805. De uppträdde vid både Operan och Dramaten. Det var det sista utländska teatersällskap som engagerats av det svenska kungahuset och hovet, och hade också sambad med Operans stängning 1806.
Sällskapet engagerades av kung Gustav IV Adolf år 1803. De kontrakterades för tre år med Hamilton som direktör. De höll sin första föreställning på Operan 14 juli 1803 och höll sedan omväxlande skådespel både där och på Dramaten. Det franska aktörsparet Desguillons, förut medlemmar av Gustav III:s franska teater, fick också uppdraget som ledare för skådespelarna. Förutom paret Desguillons innehöll sällskapet tolv manliga skådespelare, nio kvinnliga och en sufflör. Bland dem märks Abel De Lille, Jean Baptiste Angelier och Louis François Lavillette, samt Catherine Lebland Ducaire, Marie Celeste och Emilie Celeste, samt Cathérine Angelier, om väckte uppmärksamhet som sångare.
När Boieldieu’s komiska opera Ma tante Aurore uppfördes, under vilken en prinsessa överfalls i skogen av stråtrövare som rånar henne och binder henne halvt avklädd vid ett träd, ledde detta till att kungen avskedade sällskapet. Kungen ska redan före detta ha visat starkt ogillande vid alla tecken på omoral i teater- och operaföreställningar, särskilt när dessa skedde i närvaro av hans maka, Fredrika av Baden, och tog djupt illa upp över pjäsen. Den franska truppen blev därför avskedad 13 maj 1805. Året därpå blev även Operan upplöst av kungen (den återupprättades efter hans avsättning), och detta har sats i samband med den franska truppens föreställning, då den slutgiltigt ska ha fått kungen att mista tålamodet med vad han såg som osedligheten i Operan och teatern, även om just denna föreställning inte hade uppförts av den svenska Operan.